# Lill-Gåstjärnen, Ångermanland
Lill-Gåstjärnen är en sjö i Härnösands kommun i Ångermanland och ingår i Ångermanälven-Gådeåns kustområde. Sjön har en area på 0,0545 kvadratkilometer och ligger 158,2 meter över havet.

## Delavrinningsområde
Lill-Gåstjärnen ingår i det delavrinningsområde (695593-160077) som SMHI kallar för Ovan Mjösjöbäcken. Medelhöjden är 122 meter över havet och ytan är 14,59 kvadratkilometer. Räknas de 9 avrinningsområdena uppströms in blir den ackumulerade arean 59,67 kvadratkilometer. Avrinningsområdets utflöde Älandsån mynnar i havet. Avrinningsområdet består mestadels av skog (68 procent) och jordbruk (13 procent). Avrinningsområdet har 0,21 kvadratkilometer vattenytor vilket ger det en sjöprocent på 1,4 procent.